# بينيديتا بيلاتو
بينيديتا بيلاتو (من مواليد 28 يناير 2005) سباحة إيطالية، وصاحبة الرقم القياسي العالمي في سباق السباحة 50 متر صدر في المجرى الطويل. وهي بطلة أوروبا في سباق 50 متر صدر عام 2021 و100 متر صدر عام 2022 وكذلك الميدالية الفضية في سباق 50 متر صدر عام 2022. كما فازت بالميدالية الفضية في سباق 50 متر صدر في بطولة العالم للدورة القصيرة 2021. كما أنها بطلة العالم في سباق 100 متر صدر والميدالية الفضية في سباق 50 متر صدر في بطولة العالم للألعاب المائية 2022.

## مسيرتها

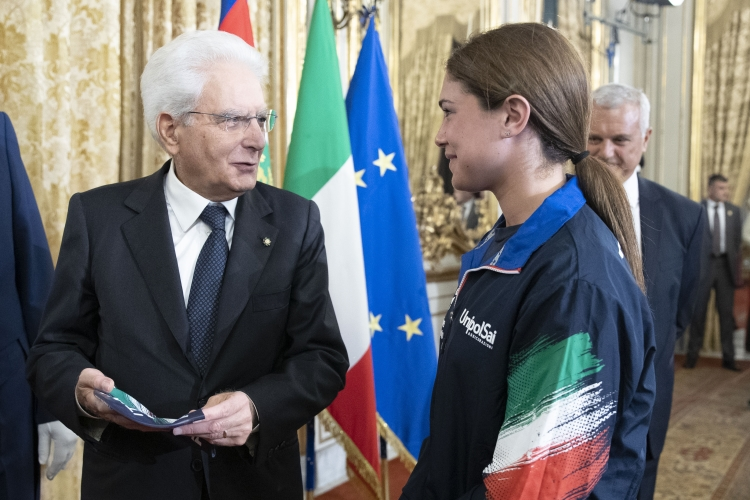
بيلاتو والرئيس الإيطالي سيرجيو ماتاريلا في عام 2019 في كويرينالي.

- 2019-2020: حائزة على الميدالية الفضية في بطولة العالم بعمر 14 عامًا
- بطولة أوروبا للناشئين 2019[4]
- بطولة العالم للألعاب المائية 2019[5]
- بطولة العالم للناشئين 2019[6]
- بطولة أوروبا للدورة القصيرة 2019[7]
- البطولة الوطنية الإيطالية 2020[8]
- 2022: بطل العالم وأوروبا في سباق 100 متر صدر[9][10]
- بطولة أوروبا للألعاب المائية 2022[11]